# Ромберґ Михайло Борисович
Михайло (Міхал) Борисович Ромберґ (чеськ. Michal Romberg; нар. 18 квітня 1918 Полтава — 15 червня 1982 Прага) — чеський живописець, графік, ілюстратор, сценограф, мозаїст та педагог. Був членом Спілки чеських художників та Спілки чеських драматичних діячів.

## Життєпис
Міхал Ромберґ народився у Полтаві. Його батьки, Борис та Інна, обидва художники, приїхали до Полтави з Петербурга. 1925 року сім'я емігрувала у Чехословаччину. Художні нахили успадкував від батька, іконописця-любителя. Сім'я влаштувалася в Підкарпатській Русі. Навчався разом зі своїми двома братами в Руській реальної гімназії в місті Моравська-Тршебова, яку, однак, не закінчив. У 1935 переїхав до Праги, де, можливо, приватним чином навчався малювання у Г. А. Мусатова.
У 1936 вступив до Художньо-промислового училища в Празі, де навчався до 1941 у рисувальника і карикатуриста Зденека Кратохвіла і у художника-графіка та книжкового ілюстратора Франтішека Киселя.
У роки II Світової війни (осінь 1943) відбулася перша виставка художника у галереї «ARS», де були представлені картини та малюнки, ілюстрації до «Мертвих душ» Миколи Гоголя. Тоді ж брав участь у розписі храму Успіння Пресвятої Богородиці на Ольшанському цвинтарі в Празі. У 1945 став членом чеського творчого об'єднання «Художня бесіда». Писав пейзажі і натюрморти, експериментував з кубізмом і абстракціонізмом. Для робіт характерне використання яскравих локальних тонів в поєднанні з більш приглушеними. У 1940-ті ілюстрував казки, книжки російських, чеських і світових авторів, підручники (автор ілюстрацій більше 140 книг, за іншими даними більше 200). Як ілюстратор вдавався до прийомів узагальнення і стилізації з активним використанням контуру, що було характерно для чеської художньої школи. У 1952 створив перші декорації для Національного театру в Празі, далі з перервами оформив понад 60 вистав у різних театрах країни.
У 1956 році Міхал Ромберґ почав викладати на кафедрі сценографії Театральній академії музичного мистецтва в Празі, а також як позаштатний педагог в Братіславі. З 1957 року почалася його робота в кіно: «Втрачені» (Ztracenci), «Людина як гора» (Chlap jako hora), «Зла ніч» (Zlá noc), «Людина під водою» (Člověk pod vodou), «Крила» (Křidla; друга премія в Каннах), брав участь у створенні мультфільму «Петрушка» (Petruška).
З 1959 викладав на кафедрі сценографії в Театральній академії в Празі. У 1969 року — доцент кафедри, у 1971 році — завідувач кафедри сценографії.
Лауреат премій на найкрасивішу книжку року (1959, 1963, 1966, 1970, 1972, 1977). У 1982 отримав звання Заслуженого діяча мистецтв ЧРСР. Був членом Спілки чеських художників та Спілки чеських драматичних діячів.
У співавторстві з чеським художником В. Сіхровим виконав гобелен для актового залу Карлового університету в Празі. Автор мозаїки на «колонаді Дружби» у Карлових Варах. Представлений у Національній галереї в Празі, Галереї столиці, галереях міст Пардубіце і Літомержіце.

## Сім'я
У 1950 році Міхал Ромберґ одружився з чеською художницею Дагмар Кунцовою. У 1963 році в родині Ромберґів народилася дочка Ганна.
Помер 15 червня 1982 року в Празі. Похований на Ольшанському цвинтарі.